# 科夫鎮區 (阿肯色州波爾克縣)
科夫鎮區（英語：Cove Township）是位於美國阿肯色州波爾克縣的一個行政鎮區。

## 地方資料
科夫鎮區的面積為159.58平方千米，當中陸地面積為158.65平方千米，而水域面積為0.87平方千米。根據2010年美國人口普查的數據，當地共有人口1379人，而人口密度為每平方千米8.64人。